# Kathie Sarachild
Kathie Sarachild, (nascuda Kathie Amatniek el 1943) és una escriptora i activista nord-americana. Membre als anys 60 del grup feminista "Dones Radicals de Nova York" se li atribueix que bategés al 1967 la pràctica d'anàlisi col·lectiva de l'opressió del feminisme radical dels Estats Units com a "grups d'autoconsciència".
El 1968 prengué el cognom Sarachild (de la seua mare Sara), i encunyà l'expressió "germanor és poder" en un text que havia escrit per al discurs de la primera convocatòria de la Brigada Jeannette Rankin. Kathie fou una de les quatre dones que sostingué la pancarta reclamant l'alliberament femení en contra del concurs Miss America.
Tingué un paper transcendental en el moviment Consciousness-raising ('conscienciació creixent') als anys seixanta i setanta. Publicà Consciousness-Raising: A Radical Weapon, que es presentà en la Primera Conferència Nacional d'Hostesses pels Drets de les Dones, al 1973 a Nova York.
També fou coeditora del periòdic Woman's World al 1971, i l'editora de l'antologia Feminist Revolution (publicada el 1975).
Al 2013, Sarachild, amb Carol Hanisch, Ti-Grace Atkinson i Kathy Scarbrough, proposaren el "Discurs prohibit: el silenciador de la crítica femenina sobre el gènere", que es descrivia com una "declaració oberta de 48 feministes radicals de set estats".